# 전유림
전유림(1998년 5월 29일 ~ )은 대한민국의 배우이자 모델이다.

## 출연작

### 드라마
| 연도 | 방송사   | 제목                        | 역할   | 비고     |
| ---- | -------- | --------------------------- | ------ | -------- |
| 2017 | tvN      | 그녀는 거짓말을 너무 사랑해 | 이세정 |          |
| 2018 | KBS2     | 라디오 로맨스               | 장마   |          |
| 2018 | 네이버TV | 하지 말라면 더 하고 19      | 서설아 | 웹드라마 |
| 2019 | OCN      | 달리는 조사관               | 최소연 |          |
| 2020 | MBC      | 내가 가장 예뻤을 때         | 정다운 |          |
| 2024 | KBS2     | 피도 눈물도 없이            | 차지은 | 특별출연 |